# Pays imaginaire (Peter Pan)
 (mars 2024).
Si vous disposez d'ouvrages ou d'articles de référence ou si vous connaissez des sites web de qualité traitant du thème abordé ici, merci de compléter l'article en donnant les références utiles à sa vérifiabilité et en les liant à la section « Notes et références ».
Neverland
Pour les articles homonymes, voir Pays imaginaire et Neverland.

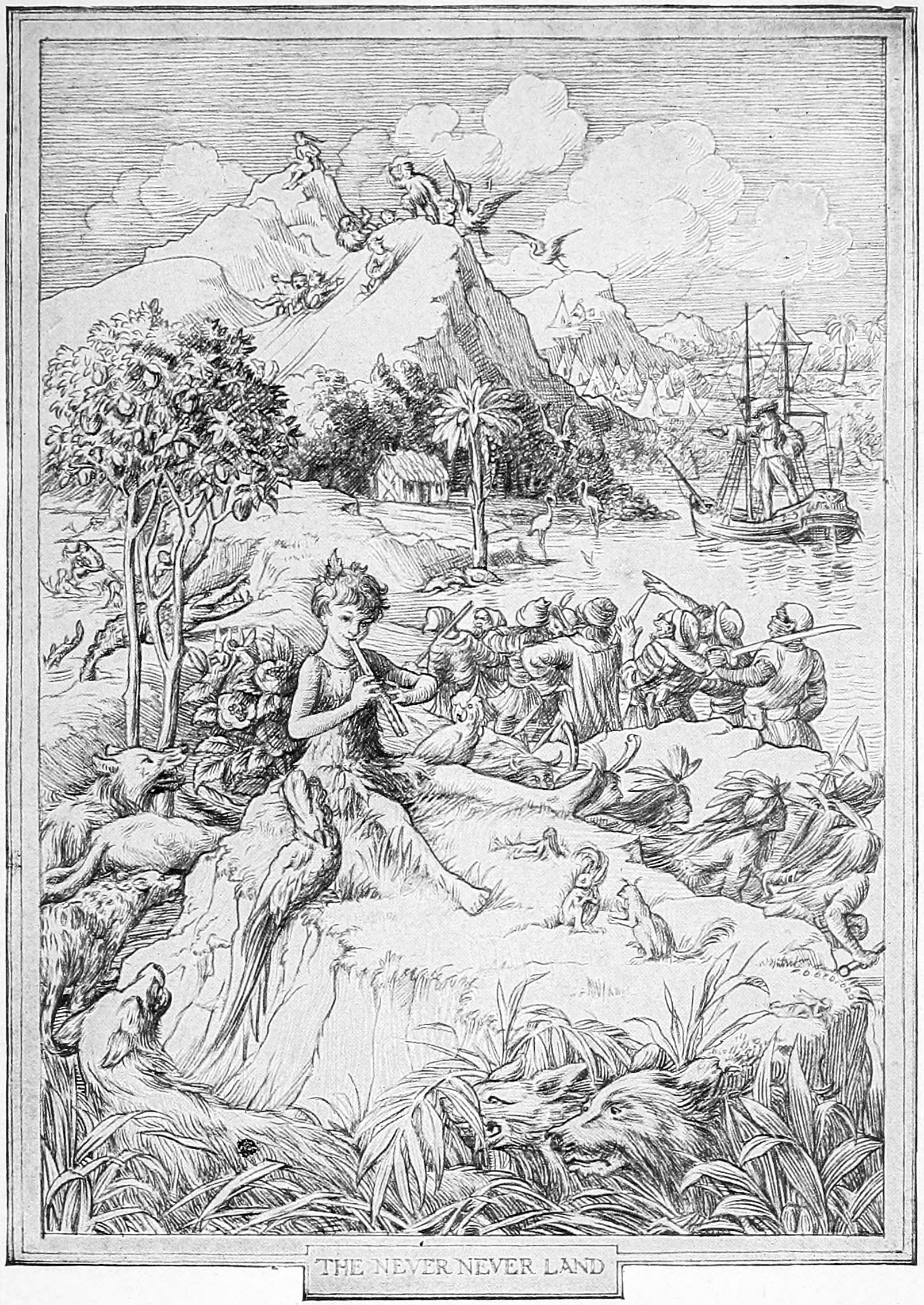
Peter Pan sur une illustration de 1911, avec le Pays imaginaire en arrière-plan.

Le Pays imaginaire est une île imaginaire créée par J. M. Barrie pour la pièce de théâtre Peter Pan et le roman Peter et Wendy. En version originale, il se nomme Neverland, terme anglais que le dictionnaire Longman définit comme « un lieu imaginaire où tout est parfait » (originellement en anglais : « [an] imaginary place where everything is perfect »).

## Population
Au départ y vivaient Peter Pan, des fées (dont la Fée Clochette), des sirènes, des Indiens et des pirates menés par le Capitaine Crochet.
Peter Pan affirme s'être enfui le jour de sa naissance et refuse depuis longtemps de grandir. Il peut voler grâce à une poudre magique fournie par les fées.
Les Garçons perdus (en) (ou Enfants perdus) sont des enfants ayant échappé à la surveillance des adultes et tombés de leur landau, qui atterrissent au Pays imaginaire s'ils ne sont pas réclamés au bout de sept jours. Ils s'habillent de peaux d'animaux qu'ils ont tué. Leur nombre varie et il arrive qu'ils se fassent tuer, notamment par Peter Pan lorsqu'ils deviennent trop vieux pour un monde voué à la jeunesse.
Il y a quelquefois des visiteurs, comme Wendy (qui sert de mère aux enfants de l'île) ses frères John et Michael.
Les Indiens sont redoutables, notamment pour leur habitude de scalper. Ils sont dirigés par Grande Petite Panthère et sa fille, la belle et courageuse Lily la Tigresse (en) (Tiger Lily, nom parfois traduit en Lis Tigré), qui refuse le mariage. Depuis qu'elle fut sauvée des pirates par Peter Pan, son peuple est ami de Peter.
Le Capitaine Crochet a perdu sa main à cause de Peter Pan, qui la donna à manger à un crocodile. Celui-ci ayant accidentellement avalé un réveil qui fonctionna longtemps après, un tic-tac permanent permit de signaler sa présence auprès du pirate, qui redoute mortellement ce bruit.
Les sirènes aiment passer lers journées à se dorer au soleil et peigner elurs longs cheveux. Elles apprécient aussi jouer au football avec les bulles créées avec les pluies d'orage, notamment en réutilisant une technique apprise en observant les enfants. Les buts sont les deux extrémités de l'arc-en-ciel et les joueuses ne frappe qu'avec leur queue, exceptée les gardiennes de but, qui peuvent utiliser leurs mains. Très belles, elles ont la réputation d'être peu amicales.
Quant aux fées, elles logent dans des nids au sommet des arbres. Rares sont celles vivant plus d'un an. Elles naissent chaque fois qu'un nouveau-né rit pour la première fois, mais meurent lorsqu'un enfant ne croient plus en elles. Les mâles sont habillés de mauve et les femelles de blanc, sauf quelques-unes qui préfèrent le bleu. Elles brillent particulièrement fort.
La faune de l'île est très diverse et dangereuse : outre le crocodile, il y a notamment des ours, des lions, des tigres, des loups, des oiseaux. À ce propos, c'est le seul endroit où niche l'oiseau imaginaire, près du lagon. Celui que sauve Peter est très satisfait du chapeau qu'il lui a donné pour nid, les larges rebords étant pratique pour l'envol des oisillons.

## Géographie
Neverland est un pays auquel on accède en rêvant ou en volant, principalement accessible aux enfants. Par les airs, à partir de la maison de la famille Darling à Londres, il faut, pour y parvenir, emprunter la « deuxième à droite » (à gauche en version française dans le film Hook de 1991) et « (filer) tout droit jusqu'au matin » (la « deuxième étoile » d'après le film de Disney). On n'a pas de description plus précise de sa situation géographique, mais Wendy, John et Michael jugent le voyage plutôt long. À l'arrivée, les fées ne facilitent pas nécessairement l’accès aux visiteurs, comme en témoignent les déboires de Wendy, confrontée à la méchanceté de Clochette — la petite fille échappe de justesse à la mort.
C’est une île principalement recouverte de forêt. Il y a une « lagune survolée par des flamants roses », appelée la « lagune (ou lagon) aux sirènes », et non loin de là l'Îlot des Abandonnés. Elles habitent sous le lagon, dans des grottes de corail. L’île est plutôt petite (on en fait le tour rapidement). Les Peaux Rouges y ont un camp. Les pirates vivent dans leur bateau. Les enfants perdus ont une maison souterraine d’une pièce dont l’accès a été creusé dans sept troncs d’arbres (qui font office d’ascenseurs), un par enfant puisque chacun d'entre eux est adapté au physique de son utilisateur. Elle ne comporte qu'une seule salle, où pousse un arbre imaginaire scié quotidiennement et qui une fois ayant repoussé sert de table. Autour, des champignons font office de tabourets. Chaque soir, un grand lit est décollé du mur pour permettre aux habitants de dormir. Le soir, Peter leur joue de la flûte et leur raconte des histoires qu'il a entendu narrer au cours de ses voyages. Wendy y a également une petite cabane de feuilles construite par les enfants perdus eux-mêmes.

## Particularités
Le Pays imaginaire est totalement dépendant de Peter Pan, on pourrait même croire que le personnage et le lieu ne forment qu’un. S’il s’en va, tout s’obscurcit, le climat change, les fleurs fanent, les fées s’endorment et les enfants perdus ne pensent plus à faire la guerre aux pirates (et vice-versa). C’est une des raisons pour lesquelles Peter Pan ne peut quitter l'île.
Le temps s'y écoule d'une manière particulière. La journée est consacrée au jeu, au plaisir, sauf le tic-tac symbolique du réveil avalé par le crocodile qui peut signifier que le temps passe.
Par ailleurs, le Pays imaginaire, comme nombre d'autres pays imaginaires, se caractérise par son adaptabilité. Sa géographie, selon Barrie dans les premiers chapitres de Peter Pan, ressemble à celle de nos pensées. Il s'agit donc d'un pays aux mille visages, qui se modifie pour satisfaire les désirs et les rêves de chacun.

## Honneur
L'astéroïde (5405) Neverland porte son nom en version originale.